# Påske vi holde
Påske vi holde (Deens voor We vieren Pasen) is een compositie van Niels Gade uit 1861. Gade schreef een dubbelkoorbezetting voor deze psalm met muziek. Waarschijnlijk schreef hij het voor een Paasdienst in de Holmens Kirke, alwaar hij organist was. De twee koren hebben de volgende stemvoering:
- 2x sopraanstemmen, 1 altstem
- 1x sopraanstem, 1x altstem, 1x tenorstem, 1x baritonstem.